# Hans Watzke
Hans Watzke (* 4. März 1932 in Bochum; † 29. August 2014 in Marsberg) war ein deutscher Politiker (CDU) und von 1975 bis 1990 Mitglied des Landtags Nordrhein-Westfalen.

## Leben und Beruf
Watzke kam aufgrund des Krieges mit seiner Mutter in das Sauerland und machte 1950 die Gesellenprüfung als Maurer. Danach besuchte er die Staatliche Ingenieurschule für Bauwesen in Hagen und schloss diese als Bauingenieur (grad.) im Jahr 1958 ab. Danach war er zunächst leitender Angestellter und nach 1974 Geschäftsführer einer Bauunternehmung in Marsberg.

## Politische Laufbahn
Watzke war seit 1958 Mitglied der CDU. Von 1981 bis 1985 war er Vorsitzender des CDU-Kreisverbandes Hochsauerland.
Von 1969 bis 1975 war er Mitglied im Rat der Gemeinde Erlinghausen, von 1964 bis 1975 Kreistagsabgeordneter des Kreises Brilon und von 1969 bis 1975 Mitglied der Landschaftsversammlung Westfalen-Lippe. Ab 1984 war er Mitglied des Rates der Stadt Marsberg und von 1979 bis 1999 Kreistagsabgeordneter im Kreistag des Hochsauerlandkreises.
Vom 28. Mai 1975 bis zum 30. Mai 1990 war Watzke Mitglied des Landtags des Landes Nordrhein-Westfalen. Er wurde in der 8. Wahlperiode im Wahlkreis 134 Brilon und in der 9. sowie 10. Wahlperiode im Wahlkreis 143 Hochsauerlandkreis II direkt gewählt, vergleiche Landtagswahlkreis Hochsauerlandkreis II#Geschichte.
1990 wurde er mit dem Bundesverdienstkreuz ausgezeichnet.

## Persönliches
Watzke war der Vater des Unternehmers und Fußballfunktionärs Hans-Joachim Watzke.